# 信号检测理论
信号检测理论（signal detection theory，SDT），为心理学、数学、信息科学中是针对反应偏差问题的一种系统研究方法。1966年，由心理学家大衛·馬芬·葛琳（David Marvin Green）和约翰·斯威特发表。
信号检测论并不完全严格的关注机体感觉过程，而是着重于强调刺激事件出现与否的决策判断过程。

## 分类
其则区分出感觉觉察的两个独立的过程：
- 最初感觉，为观察者对刺激强度的感受性；
- 独立决策，为观察者的反应偏差。